# كورتيس مارش سينيور
كورتيس مارش سينيور (بالإنجليزية: Curtis Marsh, Sr.)‏ هو لاعب كرة قدم أمريكية أمريكي، ولد في 24 نوفمبر 1970 في سيمي فالي في الولايات المتحدة.

## وصلات خارجية
- كورتيس مارش سينيور على موقع مرجع كرة القدم المحترفة.كوم (الإنجليزية)